# Casa Thomasa (Cardona)
La Casa Thomasa és un element arquitectònic històric (s.XIV) que podem trobar a la vila de Cardona.
Situada a l'extrem oest de la Plaça de la Fira, forma part del conjunt d'habitatges que definien entre els segles XIV-XVI l'espai públic de la Fira, amb la galeria coberta a manera de porxades, esdevinguda en el centre per excel·lència de la vila i punt de concentració de les cases dels vilatans més benestants dels quals els Thomasa en són un bon exemple. Els Thomasa, provinents del Mas Thomasa de l'Avellanosa (Riner) es van establir a Cardona a darreria del segle xvi, van fer fortuna com a negociants i van controlar la notaria de la vila i l'escrivania de la Cúria Ducal entre els segles xvii i XIX, amb sis generacions de notaris (1689-1864)
Es tracta d'un edifici entre mitgeres amb la tradicional estructura de parets de càrrega, compost de planta baixa amb la portalada d'accés i dues botigues, tres plantes superiors destinades a habitatges i un àtic amb terrat i coberta a dues aigües. La parcel·la actual ocupada per aquest edifici es correspon en els seus orígens a dues cases diferents: la pròpia dels Thomasa i la que abans fou de mossèn Antoni Bages.
Ja en el segle xix, l'any 1860, ambdues cases integrades en una de sola coneguda com la casa Thomasa, pertanyien al notari Joaquim Thomasa. L'any 1863, l'esmentat Joaquim sol·licitava el corresponent permís municipal per a reformar la façana principal de la seva casa.
En conjunt es tractava d'una reforma que responia al gust de l'època, el neoclassicisme romàntic. A destacar la composició de la façana i la porxada amb quatre arcs de mig punt sostinguts per pilars de secció quadrangular amb diversos elements decoratius com ara fulles de geganta, hídries o gerros gegants, les mènsules i en especial els tres medallons situats en l'espai intersticial entre els arcs de les porxades, amb al·legories relatives a l'exercici de la notaria i les arts lliberals.
A principis del segle XX, va ser la residència de l'industrial Isidre Arnalot Carrera, la seva esposa Adriana Casanovas Agulló, i els seus tretze fills. L'Isidre Arnalot, procedent de Casa el Tort d'Alós, va ser el responsable de portar la llum a Cardona l'any 1908 amb la seva fàbrica generadora d'electricitat.
L'any 1993 es va dur a terme una rehabilitació que va salvar els elements decoratius més destacats de la façana però no un arc diafragma apuntat amb dos arcs laterals d'idèntica condició situats a la façana i pati posterior de la casa que es corresponien a les estructures anteriors a la reforma de la casa duta a terme l'any 1865.